# Danmarks Miljøundersøgelser
Danmarks Miljøundersøgelser (DMU) var en dansk forskningsinstitution, der beskæftigede sig med det ydre miljø, det vil sige vand, jord, luft, natur mv.

## Historie
Danmarks Miljøundersøgelser blev dannet i 1989 ved sammenlægning af bl.a. Havforureningslaboratoriet, Luftforureningslaboratoriet og Ferskvandslaboratoriet under Miljøministeriet, samt Vildtbiologisk Station under Landbrugsministeriet. I 1995 blev også Grønlands Miljøundersøgelser lagt ind under DMU. Fysisk blev DMU placeret med afdelinger på Risø udenfor Roskilde, Silkeborg og Kalø Gods ved Rønde.
Indtil 1. januar 2007 hørte DMU til Miljøministeriet, men med universitetsreformen blev det en del af Aarhus Universitet. Den 1. juli 2011 blev DMU nedlagt og opgaverne fordelt på tre enheder: DCE Nationalt Center for Miljø og Energi samt opgaver fordelt til Institut for Bioscience og Institut for Miljøvidenskab, alle ved Aarhus Universitet. DCE udfører den faglige rådgivning, overvågning af natur og miljø samt anvendt og strategisk forskning.
Direktør for DMU var i alle år Henrik Sandbech.

## Opgaver
DMU’s formål var at fremskaffe et fagligt og videnskabeligt grundlag for de beslutninger om miljø og natur, der skal træffes af regering og Folketing, af ministerier, regioner og kommuner, og i den øvrige del af samfundet og i EU.
Derimod havde DMU ikke til opgave at iværksætte love og regler, og i stedet indsamler, bearbejder og vurderer man oplysninger om naturen og miljøet, sådan at denne viden kan bruges som baggrund for uafhængig, faglig rådgivning af beslutningstagere og administratorer.

## Udgivelser
Danmarks Miljøundersøgelser udgav bøger og rapporter i en række serie: 
Faglige rapport, Arbejdsrapport, bogserien MiljøBiblioteket, temarapporter og tekniske anvisninger.
Der er nu tilgængelige i digital form fra Aarhus Universitets hjemmeside.